# Cabinet Kubel II
Land de Basse-Saxe
Kubel I Albrecht I
Le cabinet Kubel II (en allemand : Kabinett Kubel II) est le gouvernement du Land de Basse-Saxe entre le 10 juillet 1974 et le 6 février 1976, durant la huitième législature du Landtag.

## Composition

### Initiale (10 juillet 1974)
- Les nouveaux ministres sont indiqués en gras, ceux ayant changé d'attributions en italique.

| Fonction                                                   | Titulaire | Titulaire                  | Parti |
| ---------------------------------------------------------- | --------- | -------------------------- | ----- |
| Ministre-président                                         |           | Alfred Kubel               | SPD   |
| Vice-ministre-président Ministre de l'Intérieur            |           | Rötger Groß                | FDP   |
| Ministre de l'Économie et des Transports                   |           | Erich Küpker               | FDP   |
| Ministre de l'Alimentation, de l'Agriculture et des Forêts |           | Klaus-Peter Bruns          | SPD   |
| Ministre des Finances                                      |           | Helmut Kasimier            | SPD   |
| Ministre de la Justice                                     |           | Hans Schäfer               | SPD   |
| Ministre de l'Éducation                                    |           | Ernst Gottfried Mahrenholz | SPD   |
| Ministre de la Science et de la Culture                    |           | Joist Grolle               | SPD   |
| Ministre des Affaires sociales                             |           | Helmut Greulich            | SPD   |
| Ministre des Affaires fédérales                            |           | Herbert Hellmann           | SPD   |